# Винсборо (Тексас)
Винсборо (енгл. Winnsboro) град је у америчкој савезној држави Тексас. По попису становништва из 2010. у њему је живело 3.434 становника.

## Демографија
Према попису становништва из 2010. у граду је живело 3.434 становника, што је 150 (4,2%) становника мање него 2000. године.
| Група             | 2000.         | 2010.         |
| Белци             | 3.008 (83,9%) | 2.913 (84,8%) |
| Афроамериканци    | 319 (8,9%)    | 183 (5,3%)    |
| Азијати           | 23 (0,6%)     | 9 (0,3%)      |
| Хиспаноамериканци | 180 (5,0%)    | 276 (8,0%)    |
| Укупно            | 3.584         | 3.434         |